# Christopher Carleton
Christopher Carleton (1749-1787) est né à Newcastle upon Tyne, Angleterre, dans une famille de militaires. Les parents de Christopher sont morts en mer alors qu'il n'avait que quatre ans et ses oncles Guy Carleton, le futur gouverneur général du Canada et Commandant en chef en Amérique du Nord, avec Sir Thomas Carleton, le 1er gouverneur du Nouveau-Brunswick, ont vu à son éducation. À l'âge de 12 ans, Christopher a rejoint l'armée britannique comme un ensign[Quoi ?] dans le 31e régiment de fantassins. Avant sa première période de service en Amérique du Nord, Christopher épouse Anne Howard, dont la sœur Maria était l'épouse de Guy Carleton. Alors qu'il était en Amérique du Nord, Christopher a rencontré Carleton Sir William Johnson et vit parmi les Mohawks, il fait l'apprentissage de leur langue et de leurs coutumes. Il comprend plus tard dans sa vie, que le temps passé à vivre avec les Mohawks était la plus heureuse de sa vie. Ces compétences vont bien le servir plus tard. Christopher Carleton est de retour en Angleterre, alors que la guerre de la révolution américaine a éclaté en 1775.
En mai 1776, le capitaine Christopher Carleton est arrivé à Québec dans le cadre d'apporter secours à son oncle Guy Carleton, dans la ville assiégée par l'armée continentale. Au cours de la campagne précédant la bataille de l'île Valcour, le capitaine Christopher Carleton servi sur les ordres de son oncle et commanda des détachements d'alliés amérindiens. En 1777, Christopher a acheté une commission dans le 29e régiment de fantassins, où son oncle sir Thomas Carleton est le lieutenant-colonel.

## Les raids
À l'automne de 1778, le major Christopher Carleton mena une attaque le long des rives du lac Champlain, et brûla les villages le long du ruisseau Otter dans l'État actuel du Vermont. Il détient la milice locale prisonniers. Le raid a été très réussi, détruisant suffisamment de provisions pour 12 000 hommes pour une campagne de quatre mois. Le major Carleton a aussi montré qu'il était un expert en dirigeant des Amérindiens  avec l'Armée britannique et les troupes loyalistes, un exploit que peu d'officiers britanniques pouvaient prétendre. Son temps passé avec les Mohawks dans sa jeunesse l'avait aidé.
Au cours de des vallées incendiées[pas clair] durant la campagne de 1780, Carleton mena un autre raid sur le lac Champlain dans le coin supérieur de la Vallée d'Hudson, en capturent les forts de Fort Ann et de Fort George avec une force mixte de soldats réguliers britanniques, des troupes loyalistes, des soldats Hesses, et d'Amérindiens, y compris le 29e régiment de John Enys.
Ses années passées dans le froid aux frontières du nord de l'Amérique ont épuisé la santé du lieutenant-colonel Christopher Carlton, et il est mort le 14 juin 1787, à Québec.

## Sources
- The American Journals of Lt. John Enys, John Enys and Elizabeth Cometti (editor), Syracuse University Press 1976
- The Burning of the Valleys, Gavin K. Watt, Dundurn Press 1997
- Carleton's Raid, Ida H. Washington and Paul A. Washington, Cherry Tree Books 1977
- Letters of Brunswick and Hessian Officers During The American Revolution, William Stone, translator.  ©1891, Joel Munsell's Sons, Albany, NY.